# Tropidion breviusculum
Tropidion breviusculum är en skalbaggsart som först beskrevs av Thomson 1867.  Tropidion breviusculum ingår i släktet Tropidion och familjen långhorningar.
Artens utbredningsområde är Paraguay. Inga underarter finns listade i Catalogue of Life.